# Noguinsk
Noguinsk (en russe : Ногинск) est une ville de l'oblast de Moscou, en Russie, et le centre administratif du raïon Noguinski. Sa population s'élevait à 101 897 habitants en 2014.

## Géographie
Noguinsk est arrosée par la rivière Kliazma et se trouve à 54 km à l'est de Moscou.

## Histoire
Le village de Rogoj fut créé en 1389, puis rebaptisé Iamskaïa en 1506 ; l'agglomération fut par la suite renommée Bogorodsk (ville de la Mère de Dieu) par un décret de Catherine II vers 1781, puis Noguinsk en 1930 en l'honneur de Victor Noguine, qui fut un temps maire de Moscou.
Durant le XIXe siècle et une partie du XXe siècle, la ville fut un centre important de production de cotonnades. Elle transformait une partie du coton dans les républiques d'Asie centrale. En la coupant de son approvisionnement traditionnel, la dislocation de l'Union soviétique a plongé les usines dans une crise profonde. Aujourd'hui les principales activités sont l'industrie du bois et l'agro-alimentaire. Mais le taux de chômage est toujours élevé.
La ville dispose d'un petit réseau de tramway de 14 km de long, créé en 1923.

## Population
Recensements (*) ou estimations de la population
| 1856  | 1897*  | 1926*  | 1939*  | 1959*  | 1970*   |
| ----- | ------ | ------ | ------ | ------ | ------- |
| 1 200 | 11 102 | 37 991 | 81 004 | 94 522 | 103 735 |

| 1979*   | 1989*   | 2002*   | 2010*   | 2013    | 2014    |
| ------- | ------- | ------- | ------- | ------- | ------- |
| 118 750 | 123 020 | 117 555 | 100 072 | 101 834 | 101 897 |

## Personnalités
- Stanislav Sorokin (1941-1991), boxeur soviétique.

## Jumelage et partenariats
- Sanary-sur-Mer (France)
- Mohammédia (Maroc) (2010)[2]